# 法國地理學會
巴黎地理學會（法語：Société de Géographie）是一家總部位於法國巴黎的地理學的學會，是世界上歷史最古老的地理學學會，設立於1821年。自1878年開始，總部就位於巴黎聖日耳曼大道184號。入口處有兩個巨大的分別表現「陸」和「海」的女神柱。1879年，建設巴拿馬運河的決策就是在這裡做出的。學會現在定期發行有地理學的學術雜誌。巴黎地理學會圖書館的地圖和照片藏品的水準也是世界頂級。

## 外部連結

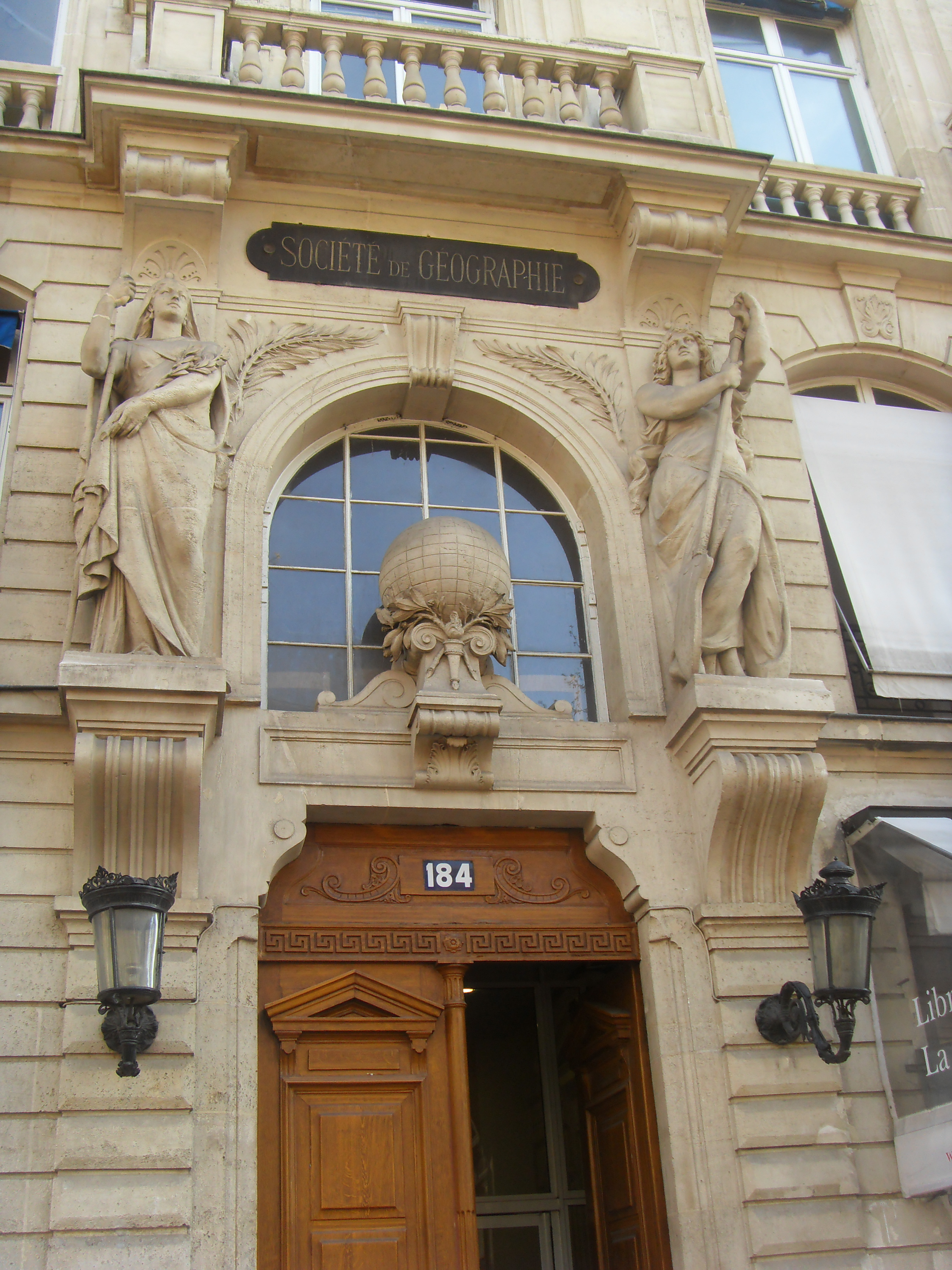
巴黎地理學會

- Société de Géographie, Paris, France（官方網站）